# Santa Ana Huista (kommunhuvudort)
Santa Ana Huista är en kommunhuvudort i Guatemala.   Den ligger i departementet Departamento de Huehuetenango, i den västra delen av landet, 180 km nordväst om huvudstaden Guatemala City. Santa Ana Huista ligger 907 meter över havet och antalet invånare är 2 004.
Terrängen runt Santa Ana Huista är varierad. Runt Santa Ana Huista är det ganska tätbefolkat, med 155 invånare per kvadratkilometer. Närmaste större samhälle är Jacaltenango, 9,4 km öster om Santa Ana Huista. I omgivningarna runt Santa Ana Huista växer huvudsakligen savannskog.